# Bertha Ramsauer
Bertha Ramsauer (* 14. November 1884 in Oldenburg; † 12. Juli 1947 ebenda) war eine oldenburgische Erwachsenenpädagogin in der Tradition Pestalozzis und eine der wenigen Frauen der Gründergeneration der Volkshochschulbewegung.

## Leben
Bertha Ramsauer war die Tochter des Eisenbahndirektors Peter Ramsauer (1840–1924) und dessen Frau Marie geb. Buddenberg. 1902 bis 1904 absolvierte sie das Lehrerinnenseminar in Wolfenbüttel und erhielt nach mehrjähriger Tätigkeit in einer thüringischen Privatschule 1908 eine Anstellung an der oldenburgischen Cäcilienschule. Drei Jahre später ließ sie sich beurlauben, um sich für ein Studium der Anglistik und Geschichte in Oxford und Göttingen für das Lehramt zu qualifizieren. Im Dezember 1914, kurz nach Einführung des Frauenstudium, legte sie in Göttingen die Oberlehrerinnenprüfung ab und setzte ihre Unterrichtstätigkeit in Oldenburg als Studienrätin fort. 1915 wurde sie verbeamtet.
In der Weimarer Republik widmete sie sich zunehmend der Erwachsenenbildung. In dieser Umbruchzeit trat sie der linksliberalen Deutschen Demokratischen Partei bei und wurde in den oldenburgischen Stadtrat gewählt. Weiterhin war sie im Wartburgbund und im Allgemeinen Deutschen Lehrerinnenverein aktiv. Sie hielt politische Versammlungen ab, um Frauen zur Wahrnehmung ihres erstmals erhaltenen Stimmrechts zu bewegen, über politische Möglichkeiten der Demokratie zu unterrichten und Orientierung in der unübersichtlichen politischen Landschaft zu geben. Gleichzeitig entschloss sie sich 1918, aus der gesicherten Position als Studienrätin in das junge Volkshochschulwesen zu wechseln. Seit 1920 widmete sie sich hauptberuflich dem Aufbau des Volkshochschulwesens, zuerst als Leiterin des Volkshochschulheims Wangerooge, das allerdings infolge der Inflationsbedingten Finanzkrise 1923 schließen musste. Ramsauer war danach als Leiterin von Kursen und Freizeiten in Wilhelmshaven und Osternburg tätig.
Ab 1923 stand der Aufbau des Volkshochschulheims Edewecht (Gemeinde Edewecht) im Mittelpunkt ihres Schaffens. In der 1911 entstandenen Moorkolonie Husbäke realisierte sie ein reformpädagogisches Konzept der „Sozialarbeit im Moor“ und konzentrierte sich auf die Ausbildung junger Frauen ohne Ansehen politischer oder konfessioneller Richtungen. Entsprechend der gewandelten politischen und sozialen Bedingungen der Weimarer Republik wurde von den Kursteilnehmerinnen mehr Selbstständigkeit und Verantwortungsbewusstsein verlangt. Bertha Ramsauers Pädagogik zielte daher auf die Ausbildung der individuellen Persönlichkeit und die Stärkung des Charakters durch die Schulung intellektueller Fähigkeiten.
Ein zentraler Bestandteil des Internatlebens war die Integration der Schülerinnen in den Arbeitsalltag der Bevölkerung. Die Schülerinnen lebten hier sechs oder zwölf Monate in einer von Respekt und Toleranz geprägten Lebensgemeinschaft. Das Bildungsangebot umfasste praktische Kurse, wie Moorkultivierung und Errichtung von Heimgebäuden, hauswirtschaftlichen Unterricht und schulähnliche Weiterbildungsveranstaltungen, wobei Wert auf Kunst- und Kulturgeschichte sowie Gegenwartsfragen gelegt wurde. 1925 ging das Heim in die Trägerschaft der Volkshochschulheimstiftung über. In der Weltwirtschaftskrise erweiterte sich das Aufgabenfeld des Volkshochschulheimes Edewechts, als zum Zeitpunkt der Weltwirtschaftskrise mit dem Betrieb eines Kindergartens konkrete Sozialarbeit geleistet wurde. 1932 kam ein freiwilliger Arbeitsdienst für junge Frauen hinzu, der ein pädagogisches Werkzeug der Verständigung der Menschen unterschiedlicher Herkunft werden sollte. Von 1924 bis 1935 gab sie begleitend zur praktischen Arbeit die V.H.S.-Blätter heraus.
In der beginnenden NS-Zeit ließ Bertha Ramsauer sich zunächst beurlauben. Ihre Verbundenheit mit dem Heim in Husbäke war jedoch so stark, dass sie ab 1934 versuchte, ihre Arbeit fortzuführen. Während die letzten selbstständigen Einrichtungen der Erwachsenenbildung aufgelöst und der NS-Organisation „Kraft durch Freude“ unterstellt wurden, gelang es Bertha Ramsauer 1935, das Volkshochschulheim Edewecht der aus ihrer Perspektive weniger einschränkenden Berliner Reichsfrauenführung unterzuordnen. Trotz kritischer Stimmen vieler Freunde behielt sie weiterhin die Leitung dieser Institution.
Das Scheitern dieses Balanceaktes bedeutete 1937 die Überführung des „roten“ Volkshochschulheims in eine „Reichsmütter- und Reichsbräuteschule“, einer Mustereinrichtung des Deutschen Frauenwerks. Am 11. Juli 1937 beantragte Bertha Ramsauer die Aufnahme in die NSDAP und wurde rückwirkend zum 1. Mai desselben Jahres aufgenommen (Mitgliedsnummer 4.438.074). Die bisherigen Lehrpläne des Volkshochschulheims wurden ersetzt und die weltanschaulich-politische Schulung der NS-Frauenschaft unterstellt, Bertha Ramsauers eigenständige pädagogische Arbeit endete.
Nach der Kapitulation und vor ihrer Entnazifizierung unterlag sie einem Arbeitsverbot. So konnte sie auch mit Hilfe des Freundes Theodor Tantzen nach 1945 nur noch kurzfristig am Wiederaufbau des oldenburgischen Schul- und Erwachsenenbildungswesen mitwirken, musste sich aber krankheitsbedingt bald zurückziehen.
Ihr Grab befindet sich auf dem Oldenburger Gertrudenfriedhof. Der Nachlass von Bertha Ramsauer liegt im Niedersächsischen Landesarchiv, Standort Oldenburg. Die Erinnerung an sie als und ihre erwachsenenpädagogischen Prinzipien hält die 1975 gegründete Bertha-Ramsauer-Stiftung wach.

## Das Volkshochschulheim Edewecht
Unmittelbar am Küstenkanal in der Bauerschaft Husbäke erfolgte 1923 auf dem Kolonat 50 der Bau des stattlichen, in Klinkerstil errichteten Volkshochschulheims Edewecht. Nach Übernahme durch das Deutsche Frauenwerk kamen Nebengebäude sowie ein Hauptverwaltungsgebäude hinzu, so dass ein offener, dreiflügeliger Gebäudekomplex um einen zentralen Innenhof entstand.
Im April 1945 wurden Teile der Gebäude bei den Kampfhandlungen am Küstenkanal zerstört.
Nach dem Zweiten Weltkrieg wurden die Gebäude wechselvoll als Flüchtlingslager, Krankenhaus, Altersheim, Haus für den Zivilbevölkerungsschutz und Gastarbeiterwohnheim genutzt.